# Sabroluoppal
Sabroluoppal är en sjö i Gällivare kommun i Lappland och ingår i Luleälvens huvudavrinningsområde. Sjön har en area på 0,191 kvadratkilometer och ligger 486 meter över havet. Sabroluoppal ligger i Sjaunja Natura 2000-område. Sjön avvattnas av vattendraget Riteljåkkå.

## Delavrinningsområde
Sabroluoppal ingår i det delavrinningsområde (748713-165953) som SMHI kallar för Inloppet i Sabrojaure. Medelhöjden är 503 meter över havet och ytan är 1,62 kvadratkilometer. Räknas de 7 avrinningsområdena uppströms in blir den ackumulerade arean 108,99 kvadratkilometer. Riteljåkkå som avvattnar avrinningsområdet har biflödesordning 3, vilket innebär att vattnet flödar genom totalt 3 vattendrag innan det når havet efter 304 kilometer. Avrinningsområdet består mestadels av skog (65 procent) och sankmarker (23 procent). Avrinningsområdet har 0,19 kvadratkilometer vattenytor vilket ger det en sjöprocent på 11,7 procent.